# Заград (Північна Македонія)
Заград (мак. Заград) — село у Північній Македонії, входить до складу общини Македонський Брод Південно-Західного регіону.
Населення — 17 осіб (перепис 2002), за етнічним складом — усі македонці.